# 漂亮宣言
漂亮宣言是韩国BLACKPINK成員Jennie的KPOP單曲，於2024年10月11日由哥倫比亞唱片和ODD ATELIER發行。漂亮宣言以其充滿力量的歌詞和富有感染力的製作而聞名，在美國Billboard Global 200、韓國、台灣、香港、英國、法國、澳洲、加拿大、馬來西亞、新加坡的音樂排行榜上都是排名第一。漂亮宣言取得了大量正面評價和商業上的成功，是Jennie第二首進入美國Billboard Hot 100的歌曲，也是她第一首進入美國Billboard Hot 100的個人Solo歌曲。Mantra也在158个国家和地区的Spotify、YouTube Music流行歌曲榜上位居第一。

## 背景
2024年9月26至29日，官方發佈一系列宣傳影片，暗示著Jennie將於近期內回歸。
2024年9月30日，官方釋出內容為Jennie的腰部及小腿上有著“Mantra”字樣的紋身的兩張圖片。
2024年10月1日，官方釋出音源試聽，並宣佈Jennie將於同年10月11日以新單曲《Mantra》回歸。
2024年10月9日，官方發布音樂錄音帶預告片。
2024年10月11日上午八時，官方發布音樂錄音帶與數位音源。
歌词不僅強調酷女生的魅力與團結，也彷彿針對過去常被外界捕風捉影的新聞做出回應：不好意思，像她這樣的女生，根本不搞心機。也表示沒有任何一位女孩該因外表而受到抨擊。
本次回歸單曲以辣妹風呈現讓人津津樂道。超短迷你裙與熱褲的大秀，儘管歌曲發佈於10月初秋，但還是無法澆熄Jennie的熱情如火。展現出不論什麼天氣，漂亮女孩就是要超辣才行的一面。
Jennie表示，《Mantra》一首開啟新時代的歌曲。她認為這不僅能讓她的粉絲們高興，且能夠展示其作為Solo藝人新的一面，同时也希望能让听者感受到正能量。

## 音乐录影带
音乐录影带由曾與凱蒂·佩芮、罗莎莉亚以及哈利·斯泰爾斯合作的女導演Tuna Muino執導。
Jennie在《Mantra》MV中共出現了5套造型，搭配5輛復古型豪車，不僅讓她看起來性感無比，更證明女人也能很帥氣。
Jennie在《Mantra》MV中一改過去的公主風形象，換上金髮、捲捲爆炸頭等各種造型都使她從頭到尾都散發出女王氣勢。

## 現場表演
2024年10月15日，Jennie將以單曲《Mantra》登上Jimmy kimmel live的舞台作為首場的演出。Jennie以爆炸性舞台能量、自信堅定的現場演出技巧，成功吸引台下所有觀眾注意，她的掌控力和個人魅力，在韓國和美國掀起熱烈反響。

## 商業成績
2024年11月25日，韓國BLACKPINK成員Jennie的《Mantra》MV在YouTube上的播放次數迅快速突破1億次。《Mantra》的MV自發布以來，便迅速登上多個國家的YouTube熱門趨勢影片排行榜第1名，同時也位居YouTube全球趨勢1位。
2024年10月9日，Jennie於YOUTUBE發佈《Mantra》音樂錄影帶預告片，並且登上了韓國theqoo熱門。
2024年10月11日，《Mantra》音樂錄影帶在發布一個小時內突破100萬觀看次數；15小時內突破1000萬觀看次數。

## 發行歷史
| 地區 | 日期           | 格式               | 廠牌                      |
| ---- | -------------- | ------------------ | ------------------------- |
| 全球 | 2024年10月11日 | 數位下載、串流媒體 | ODDATELIER、 哥伦比亚唱片 |